# Bludov
Bludov es una localidad del distrito de Šumperk en la región de Olomouc, República Checa, con una población estimada a principio del año 2018 de 3041 habitantes. 
Se encuentra ubicada en el centro-norte de la región, sobre la zona oriental de los montes Sudetes y cerca de la frontera con Polonia y con la región de Pardubice.